# Auernheim (Nattheim)

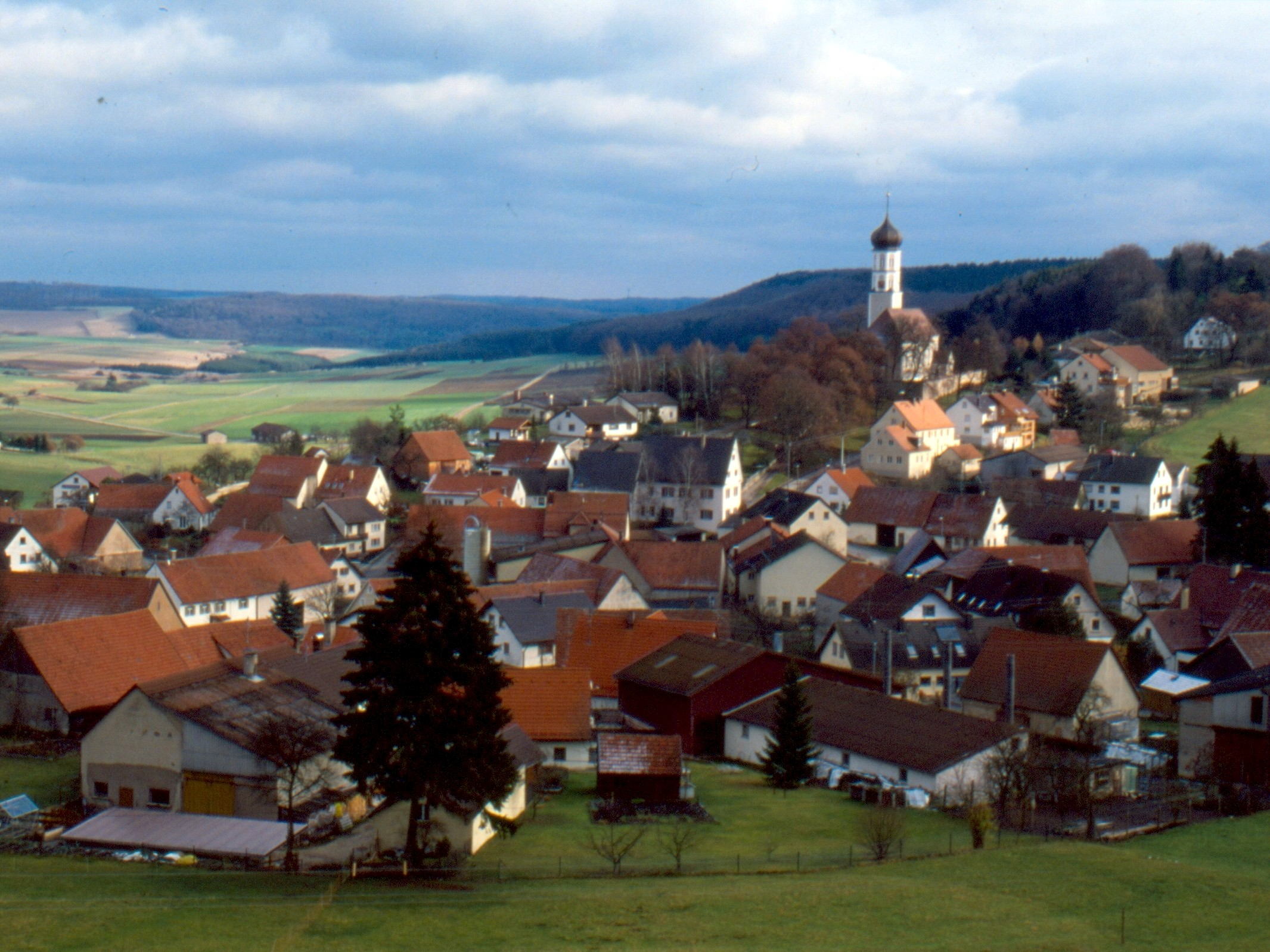
Auernheim, Dorfansicht von Westen

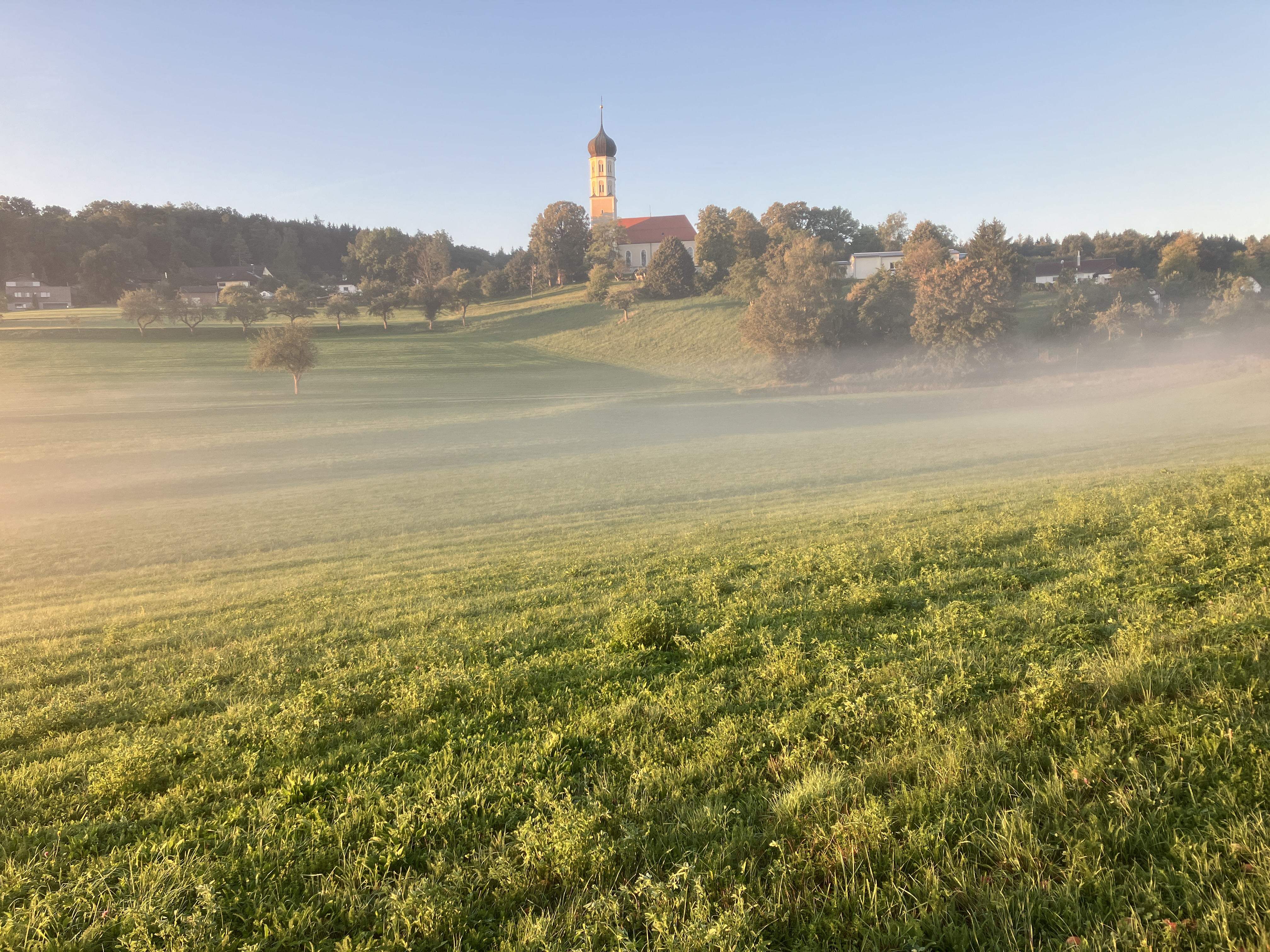
Auernheim im Morgengrauen

Auernheim ist ein Dorf im Landkreis Heidenheim in Baden-Württemberg. Es gehört zur Gemeinde Nattheim.

## Geographie

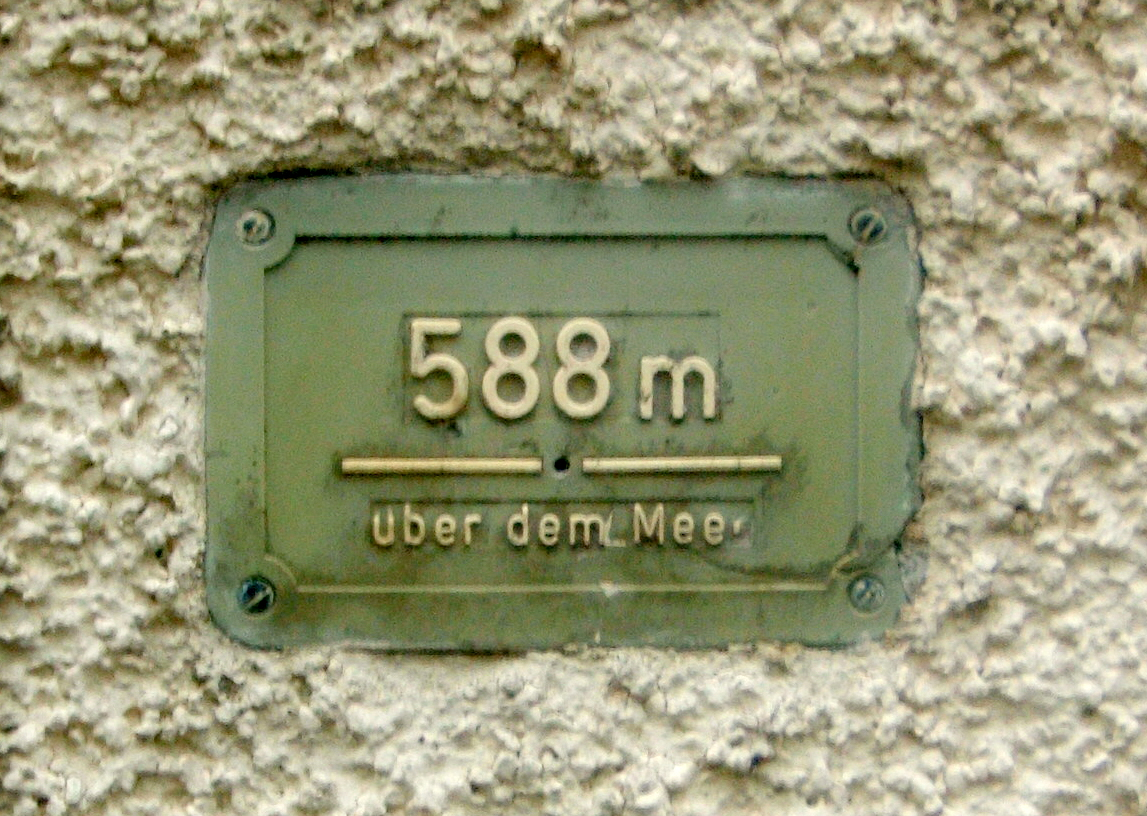
Schild mit Höhenangabe am Rathaus

Auernheim hat etwa 600 Einwohner und liegt in 550 bis 610 Metern Höhe zwischen Heidenheim und Neresheim auf dem Härtsfeld am nordöstlichen Ende der Schwäbischen Alb.
Der Großteil des Härtsfeldes ist eine Karsthochfläche des weißen Jura der Schwäbischen Alb. Das Härtsfeld bildet mehr oder minder eine Platte, die nach Südosten zur Donau abfällt. Es liegt etwa 630 bis 430 m ü. NHN.

### Umgebung
Einige Trockentäler durchziehen das Härtsfeld, welche fast alle im Egautal münden. Die Egau entspringt im Stadtgebiet von Neresheim. Sie wird von mehreren Karstaufbrüchen gespeist, der größte davon ist der „Judengumpen“. In niederschlagsarmen Perioden fallen diese Quellen trocken, so dass die Egau in ihrem Oberlauf öfters kein Wasser führt.
- Egautal mit Stausee (Härtsfeldsee)
- Karstlandschaft mit typischer Wacholderheide:
  - Naturschutzgebiet „Zwing“ – Wacholderheide mit Waldlehrpfad nahe Neresheim, ab 2022 mit Ansiedelung des Wisent.[2]
  - Naturschutzgebiet „Dossinger Tal“ mit Wacholderheiden und Jurafelsformationen

Umliegende Städte und Dörfer von Auernheim sind Neresheim, Nattheim, Fleinheim und Steinweiler.

### Ortsgliederung
- Kerndorf Auernheim
- Steinweiler

## Geschichte

Karte von Auernheim und Umgebung, 1616

St. Georg Auernheim, 1923

Auernheim wurde erstmals 1258 urkundlich erwähnt, als Graf Hartman den von Conrad von Höchstatt an das Kloster Neresheim verkauften Hof zu Aurnheim bestätigte. Die Urkunde ist ausgestellt am 15. März 1258 zu Dillingen.
Anno 1297 verkaufte das Haus Oettingen alle seine Güter und Rechte an das Kloster Neresheim.

„…dem Ort Auernheim wurde ein herrschaftlicher Schultheiß vorgesetzt und die Ortsangelegenheiten mußten nun nicht mehr im Städtchen Neresheim sondern im Reichsstift ausgemacht werden.“

Am 1. Februar 1972 wurde Auernheim nach Nattheim eingemeindet.

## Bauwerke und Sehenswürdigkeiten

### Bauwerke
Das bedeutendste Bauwerk des Dorfes ist die katholische St.-Georgs-Kirche.
Die heutige Kirche ist den Überlieferungen zufolge wohl die vierte, die in Auernheim gebaut wurde. Wann die erste Kirche gebaut wurde, ist nicht mehr bekannt. Die zweite Kirche soll zwischen 1141 und 1151 gebaut worden sein. Im Bauernkrieg oder im Dreißigjährigen Krieg wurde sie zerstört. Der Nachfolgebau war „ruinös“ geworden, so dass man ihn abbrach und am 29. Juli 1729 den Grundstein für die heutige Kirche legte. Der Bau wurde von der damaligen Auernheimer Stiftung bezahlt. Er kostete 5641 Gulden. Das Eichenholz für den Dachstuhl holte man aus dem der Stiftung gehörenden Heiligenwald.

## Bildung
Mit der Grundschule Auernheim gibt es eine eigene Schuleinrichtung im Dorf. Von den durchschnittlich 40 Kindern (Stand 2007) kommen ca. 2/3 aus Auernheim und 1/3 aus dem Nachbarort Steinweiler. Aufgrund der Schülerzahlen sind die ersten beiden Jahrgänge zur Klasse I, Schuljahr 3 und 4 zur Klasse II zusammengefasst. So entstehen jahrgangsgemischte Klassen mit ca. 20–25 Schülern.
Die Kinder im Alter von ca. 3 bis 6 Jahren besuchen den örtlichen katholischen Kindergarten St. Raphael.

## Politik

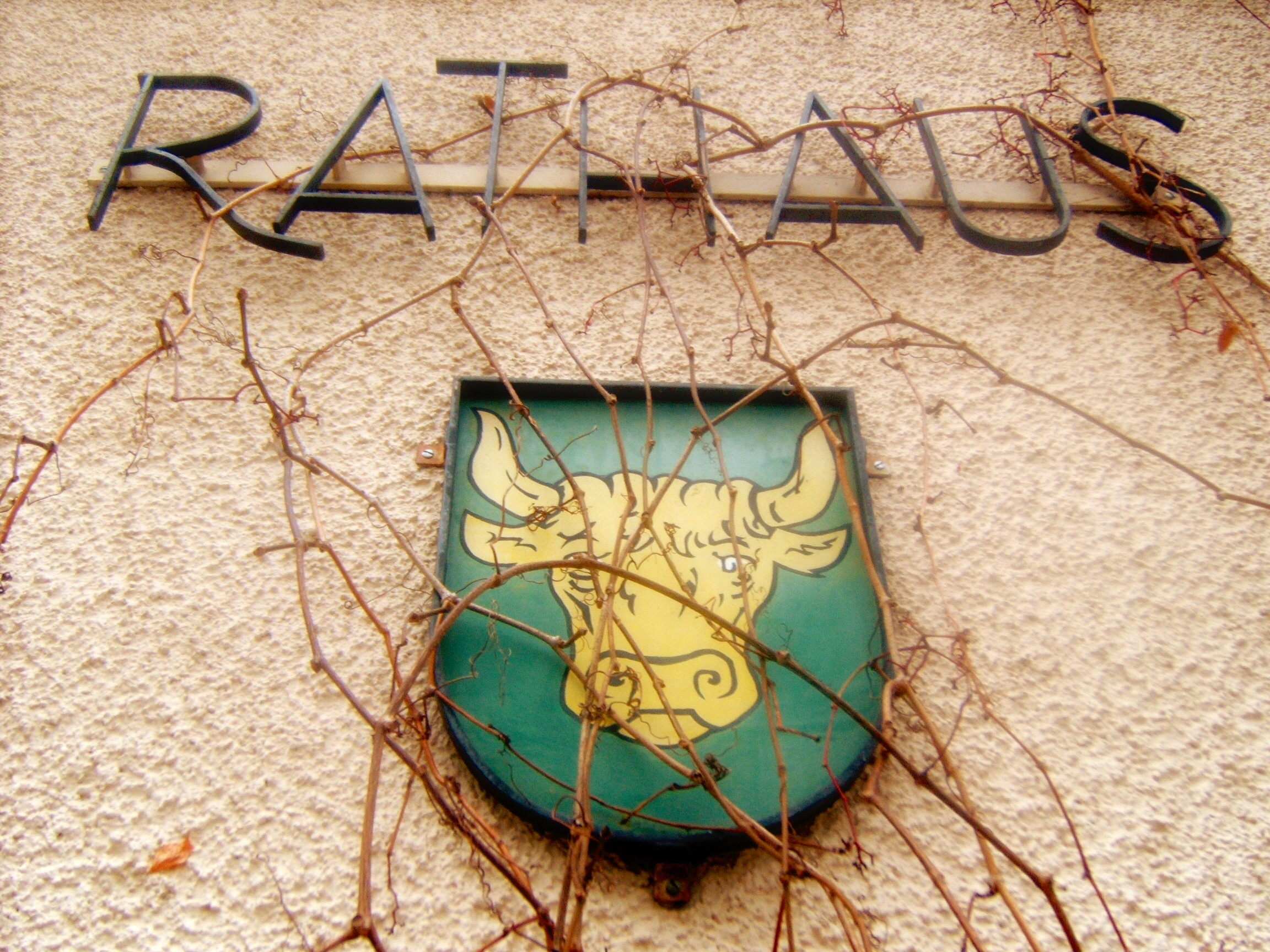
Rathausschild Dezember 2007

### Bürgermeister und Ortsvorsteher
Bürgermeister in Auernheim
- 1932 Johann Zeyer
- 1945 Alfons Hochmüller
- 1966 Alfons Ganzenmüller

Ortsvorsteher in Auernheim (seit der Eingemeindung nach Nattheim)
- 1972 Alfons Ganzenmüller
- 1989 Heinrich Bolsinger
- 1992 Ingrid Ochs
- 2012 Wolfgang Bernhard

### Wappen

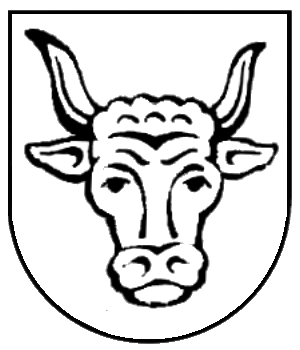
Wappen bis 1971

Das Wappen von Auernheim wurde erst 1937 geschaffen und 1971 geändert. Das seitherige Wappen, schwarzer Ochsenkopf auf silbernem Grund und die farblose Gemeindeflagge (schwarz/weiß) hatte noch nie recht befriedigt. Bei der Archivdirektorin im Staatsarchiv Stuttgart hatte sich herausgestellt, dass die bisherige im Staatsarchiv vorliegende Form des Auerochsenkopfs, stark abweicht. Auch sind die Farben nicht zwingend vorgeschrieben und nicht historisch nachgewiesen. Ein schwarzer Ochsenkopf auf Goldgrund war bereits an eine andere Gemeinde vergeben. Somit wurde der Vorschlag der Archivdirektorin, ein goldener Auerochsenkopf auf grünem Grund, als neues Gemeindewappen angenommen.
Es handelt sich um ein sogenanntes „redendes Wappen“, das auf den Ortsnamen hindeutet. Es zeigt einen goldenen Auerochsenkopf auf grünem Grund.

### Patenschaft und Partnerschaften
Auernheim unterhält partnerschaftliche Beziehungen zur Gemeinde Wildsteig in Bayern und zur Gemeinde Breitenbrunn/Erzgeb. in Sachsen (seit 1991).

## Sport und Freizeit

### Freizeit
- Das Bike-Team Steinweiler (BTS) hat 2005 eine Biker-Bahn gebaut. Das Grundstück wurde von der Gemeinde Nattheim zur Verfügung gestellt. Der Bau wurde von der Steinweiler Jugend in Eigeninitiative durchgeführt. 2007 wurde die Strecke vergrößert.[4]
- Der Bauwagen Auernheim wurde 1996 gegründet und ist inzwischen zu einem wichtigen Inhalt im Leben der Auernheimer Jugendlichen geworden. Der Höhepunkt des Jahres ist die von den etwa 25 Mitgliedern organisierte zweitägige „Summerparty“. Im September 2007 wurde trotz schlechten Wetters der Besucherrekord übertroffen, er liegt nun bei geschätzten 600 Personen.

### Sport
- Der Sportverein Auernheim (kurz SVA) wurde am 7. Juli 1962 gegründet. Die erste Abteilung war die Fußballabteilung in Form einer 1. Mannschaft, einer Reserve-Mannschaft und einer B-Jugend-Mannschaft; bald folgten Faustball, Gymnastik und Volleyball.
- Am 12. Mai 1974 wurde der 2,7 km lange Waldsportpfad im Rahmen eines kleinen Waldfestes gefeiert.

## Söhne und Töchter des Dorfes
- Pfarrer Johann Evangelist Reiter, Pfarrer und Künstler (Freskenmaler, Steinhauer, Musiker, Architekt), unter anderem Planer der Auernheimer Orgel
- Pfarrer Johann Evangelist Schöttle, Chronist von 34 Ortschroniken von Orten und Gemeinden um Neresheim
- Andreas Zeyer, ehemaliger Fußballspieler (u. a. SC Freiburg, VfL Bochum, Hamburger SV)
- Michael Zeyer, ehemaliger Fußballspieler (u. a. SC Freiburg, MSV Duisburg, VfB Stuttgart, Fortuna Düsseldorf)